# Tadeusz Glemma
Tadeusz Glemma (ur. 28 października 1895 w Chełmży, zm. 7 maja 1958 w Krakowie) – polski historyk Kościoła katolickiego, duchowny, dziekan i profesor Wydziału Teologicznego Uniwersytetu Jagiellońskiego, członek PAU.

## Życiorys
Był synem Jana (kupca) i Antoniny z Jankowskich. Uczęszczał do progimnazjum humanistycznego w Chełmży (1905–1908), następnie do  gimnazjum klasycznego w Chełmnie  (1908–1914); w latach 1914–1918 studiował w Seminarium Duchownym w Pelplinie i 7 kwietnia 1918 otrzymał tam święcenia kapłańskie. Po otrzymaniu święceń pracował jako duszpasterz młodzieży, był nauczycielem historii i religii w szkołach powszechnych w Oliwie, Wrzeszczu i Barłożnie oraz sekretarzem generalnym Stowarzyszenia Młodzieży Polskiej na Pomorzu; w latach 1921–1924 uzupełniał studia w dziedzinie historii i teologii na Uniwersytecie Jagiellońskim. Wśród jego wykładowców na UJ byli m.in. Władysław Semkowicz i Jan Nepomucen Fijałek. W 1924 obronił doktorat z teologii na podstawie pracy Historiografia diecezji chełmińskiej aż po rok 1821; w okresie studiów uzupełniających był równocześnie nauczycielem historii i religii w gimnazjum sióstr urszulanek w Krakowie oraz asystentem w Seminarium Filozofii Chrześcijańskiej UJ. W latach 1924–1926 pracował jako nauczyciel w gimnazjum w Kościerzynie, od 1926 wykładał historię Kościoła, patrologię i historię sztuki sakralnej w Seminarium Duchownym w Pelplinie. W 1929 powrócił do pracy na UJ, obronił pracę habilitacyjną Stany pruskie i biskup chełmiński Piotr Kostka wobec drugiego bezkrólewia i został docentem w Katedrze Historii Kościoła w Polsce; w 1932 mianowany profesorem nadzwyczajnym, objął kierownictwo tej katedry (które sprawował do 1954). Wykładał również historię Kościoła na Wyższych Kursach Katechetycznych sióstr urszulanek w Krakowie (1932–1939) oraz był dyrektorem Archiwum Konsystorskiego (1936-1939) i Archiwum Kapitulnego w Krakowie (1936–1954, od 1954 archiwariusz). Aresztowany w Sonderaktion Krakau, był więziony od listopada 1939 do lutego 1940 w Krakowie, Wrocławiu i Sachsenhausen; później uczestniczył w tajnym nauczaniu na UJ. Po wojnie powrócił do pracy na UJ, a od 1954 wykładał w Seminarium Duchownym w Krakowie. Od 1943 był kanonikiem honorowym kapituły katedralnej w Krakowie, w latach 1946–1956 zasiadał w Sądzie Metropolitalnym. Nosił tytuł szambelana papieskiego.
W 1951 został członkiem korespondentem Polskiej Akademii Umiejętności, od 1934 brał udział w pracach Komisji Historycznej PAU. Należał również do Poznańskiego Towarzystwa Przyjaciół Nauk (od 1928 członek zwyczajny) oraz Towarzystwa Naukowego w Toruniu. Został pochowany na cmentarzu Rakowickim w Krakowie w grobowcu urszulanek (pas AA, płd.).

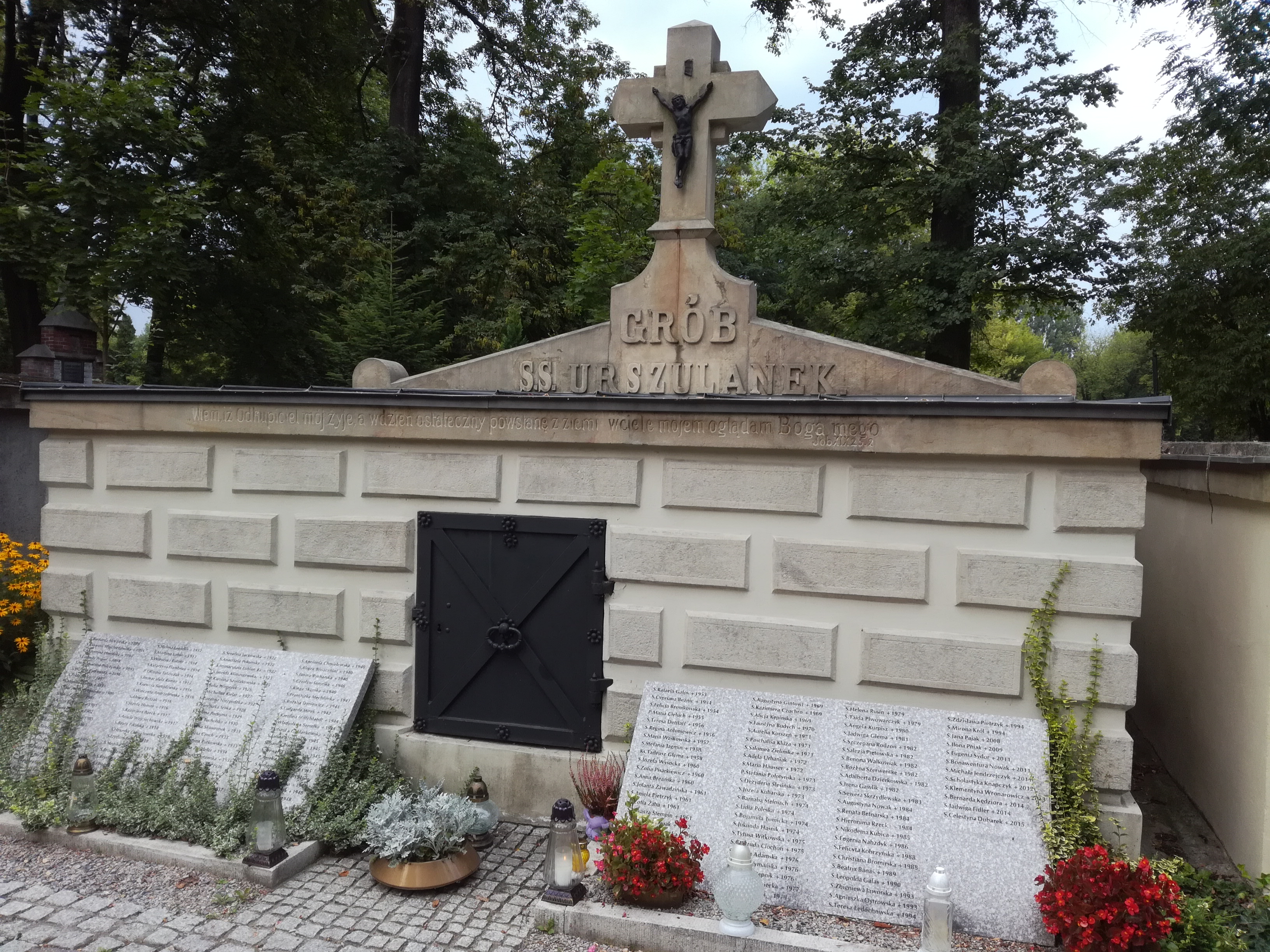
Grobowiec urszulanek na cmentarzu Rakowickim

W pracy naukowej zajmował się historią nowożytną Kościoła w Polsce oraz historią nauki i oświaty. Gromadził materiały do dziejów Kościoła w Polsce, badał życie i działalność biskupa Piotra Kostki; przygotował do wydania Źródła do dziejów kościelnych Pomorza w krakowskich archiwach diecezjalnych (1952) oraz akta nuncjatury Giulio Ruggieriego i Vincenzo Portico w Polsce; wydał również korespondencję kardynała Stanisława Hozjusza. Współpracował z "Tygodnikiem Powszechnym" i "Polonia Sacra".
Ogłosił ponad 100 prac, m.in.:
- Kronika benedyktynek chełmińskich 1578–1619 (1926)
- Diecezja chełmińska. Zarys historyczno-statystyczny (1928, redaktor)
- Biblioteka biskupstwa chełmińskiego w Pelplinie (1929)
- Dzieje Kościoła na Pomorzu (1930)
- Misja pruska wieku XIII (1931)
- O archiwach warmińskich we Fromborku (1931)
- Dzieje stosunków kościelnych w Toruniu (1933)
- Odzyskanie klasztoru dominikańskiego w Gdańsku w latach 1556–1568 (1939)
- Wizytacje diecezji krakowskiej z lat 1510–70 (1946)
- Z dziejów miłosierdzia chrześcijańskiego w Polsce (1947)
- Wydział Teologiczny UJ, 1937–48 (1948)
- Wydział Teologiczny UJ w latach 1795–1847 (1949)